# Ideu
Ideu (en llatí Idaeus, en grec antic Ἰδαῖος) fou un pintor grec que va acompanyar a Agesilau en la seva expedició a l'Àsia Menor vers el 396 aC. La seva obra no és massa coneguda i tracta temes de la campanya.
L'esmenten Xenofont i Plutarc. (Xenofont Hel·lèniques 4.1.39; Plutarc. Vides paral·leles: 17 Agesilau. 13). Aquest darrer li dona el nom d'Adeu (Adaeus).